# Nyírfa-szőrgomba
A nyírfa-szőrgomba (Lactarius torminosus) a galambgombafélék családjába tartozó, Eurázsiában és Észak-Amerikában elterjedt, mérgező gombafaj.

## Megjelenése
A nyírfa-szőrgomba kalapja 4–15 cm átmérőjű, alakja eleinte domború, később kiterül, végül gyengén tölcséresedik. Széle sokáig begöngyölt marad. Felülete nemezes, a széle felé szöszös-szőrös; az idős gomba kalapja lecsupaszodhat. Színe hússzínű rózsaszínes-barnás, körkörös sávok figyelhetők meg rajta. Húsa kemény, törékeny; fehéres színű. Sérülésre bőséges fehér tejnedvet ereszt, amelynek színe a levegőn nem változik. Szaga gyümölcsre vagy muskátlira emlékeztet, íze égetően csípős.
Tönkre lefutó lemezei sűrűn helyezkednek el, sok köztes lemezzel. Színük halvány hússzínű, később inkább húsvörös. Spórapora halvány krémszínű. Spórái 7,5-9,5 x 6-6,5 mikrométeresek, széles elliptikus-elliptikus alakúak, felületükön szabálytalan tarajokká összeálló, 0,5 µm magas mintázat látható.
Tönkje 2–8 cm magas és 0,8–2 cm vastag. Alakja hengeres, lefelé vékonyodó. Színe a kalapéhoz hasonló, felülete sötétebben foltos.

### Hasonló fajok
Hasonlít hozzá közeli rokona, a nyírfával nem kapcsolt fakó szőrgomba. Az ehető gombák közül a sárga tejnedvet eresztő ízletes-, lucfenyvesi- és vörösödőtejű rizikével lehet összetéveszteni.

## Elterjedése és termőhelye
Eurázsiában, Észak-Afrikában és Észak-Amerikában honos. Európában főleg északon elterjedt. Magyarországon viszonylag gyakori. Nyírfával (esetleg hemlokfenyővel) él gyökérkapcsoltságban, így nyíresekben (erdőkben, ligetekben, parkokban) lehet találkozni vele. A mérsékelten nedves, savanyú, homokos vagy agyagos talajt részesíti előnyben. Augusztustól októberig terem.
Mérgező, fogyasztása emésztőszervi panaszokat okoz. Finnországban és Oroszországban pácolás után csípős íze miatt fogyasztják.

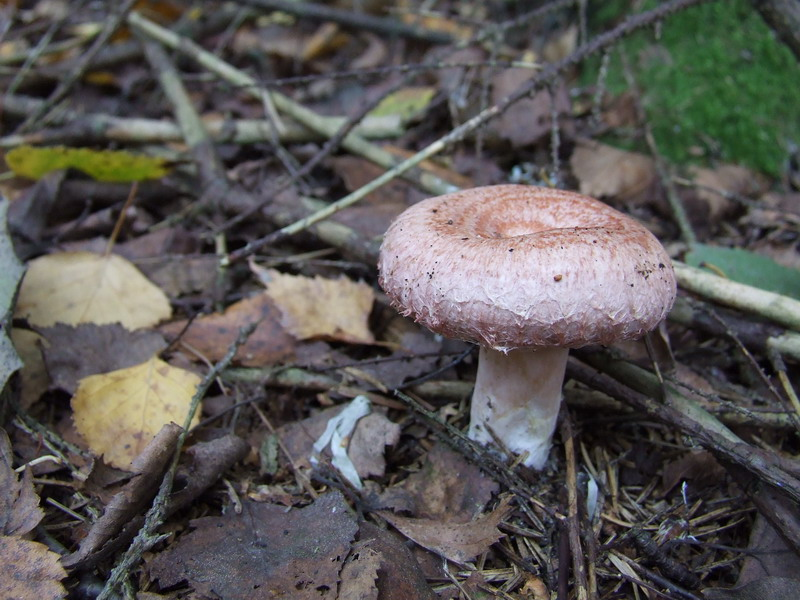
Fiatal nyírfa-szőrgomba
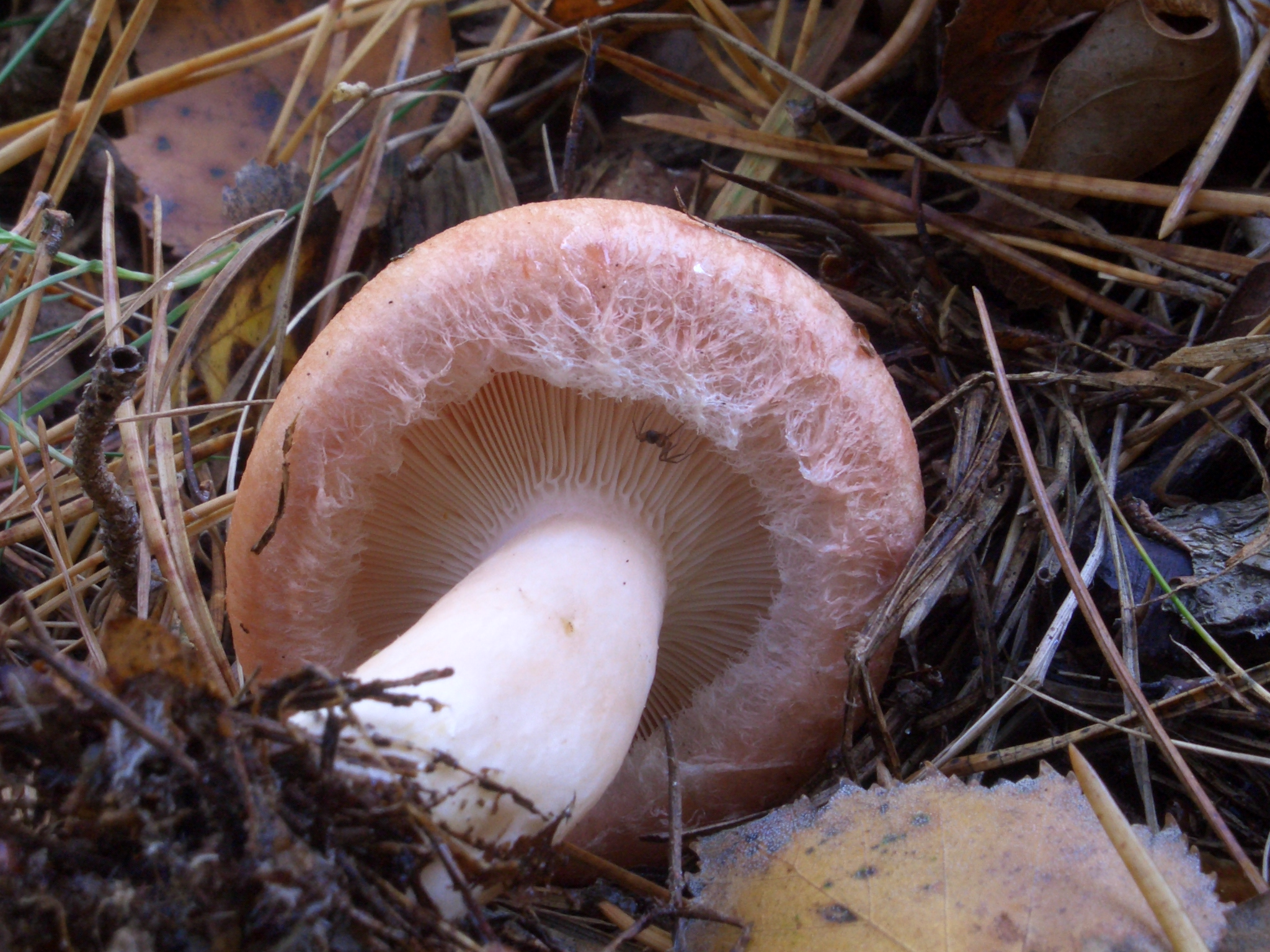
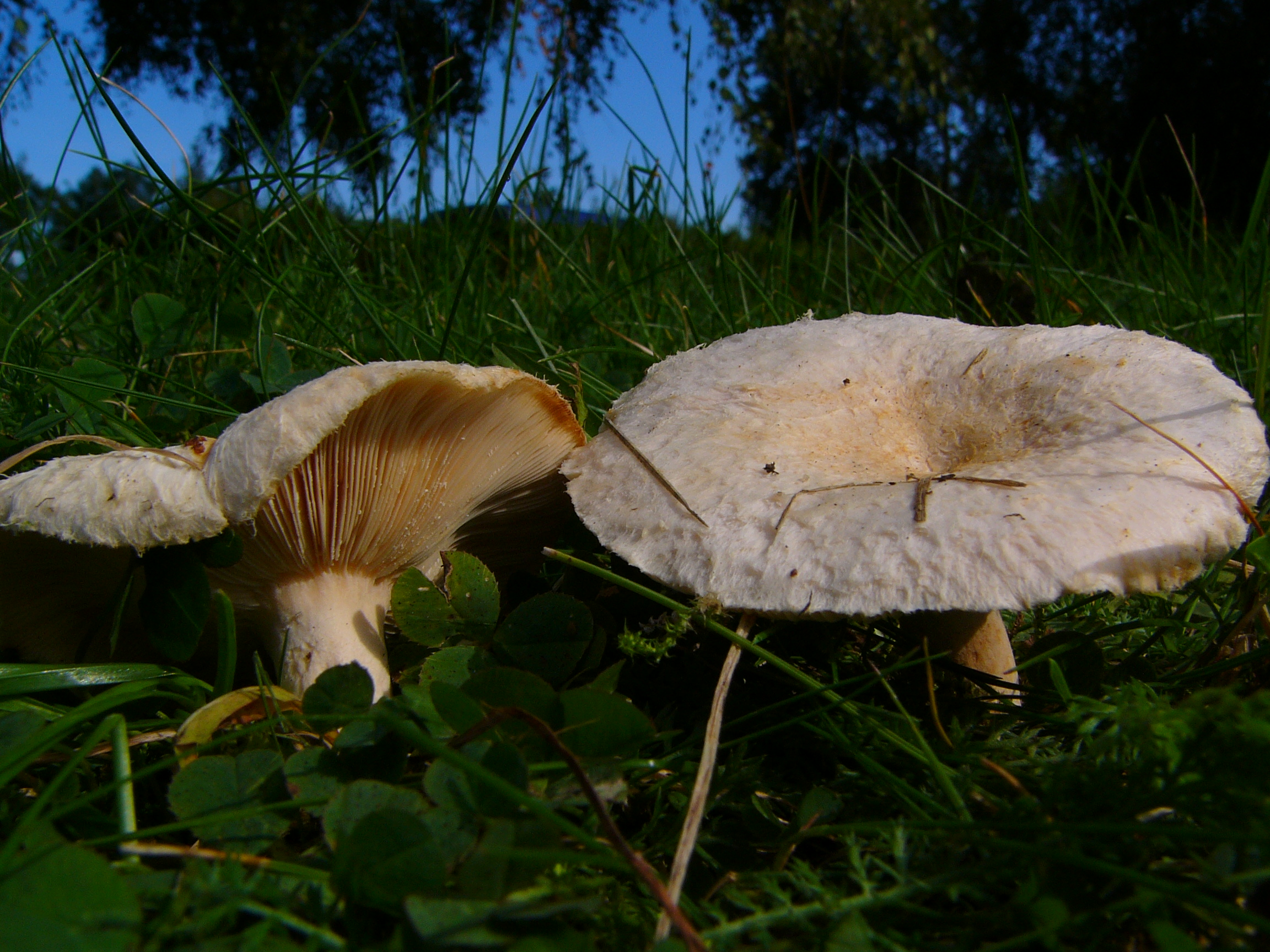
Idősebb gomba
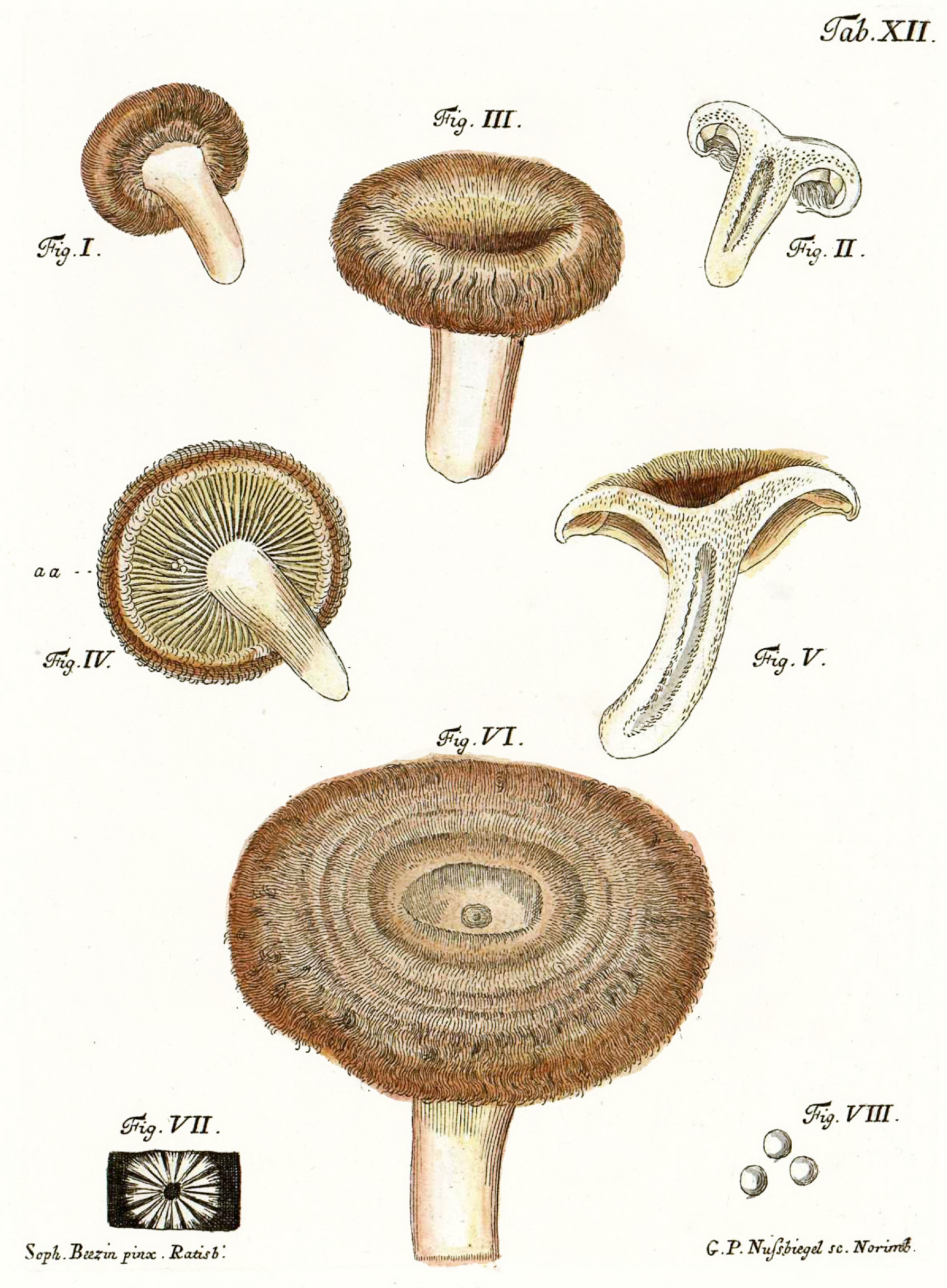
Ábrázolása egy 1762-es német botanikakönyvben